# Fodboldskolen (Nicaragua)
Fodboldskolen i Nicaragua er et privat dansk humanitært projekt, påbegyndt 2007, der sigter mod at give forældreløse børn i landet et spændende liv med udfordring i det daglige.
Formålet er er at udvælge 15 forældreløse børn i alderen fra fire til fem år fra børnehjem i Nicaragua hvert år og hjælpe dem til et hjem på skolen de næste 11 år samt give dem en bedre hverdag og uddannelse.

## Undervisning og uddannelse
På basis af en spanskskole, som er en betalingsskole, vil en delvis finansiering finde sted, således de optagne børn vil kunne få den planlagte  undervisning og uddannelse, som omfatte traditionelle skolefag samt som skolens navn angiver, instruktion og træning i fodboldspillet.

## Skolens fremtid
Skolens fremtid er truet nu hvor dette skrives anno 2013. For nuværende, anno  2010, er projektet og arbejdet med skolen, af økonomiske årsager, sat på vågeblus
Projektet vil først blive genoplivet når initiativtagerne har samlet tilstrækkelig kapital til etablering af undervisningslokaler, fodboldbaner med mere samt er sikret en fast sikker indkomst.